# Christoph Reisser’s Söhne
Das Unternehmen Christoph Reisser’s Söhne war eine bedeutende Wiener Druckerei während der österreichisch-ungarischen Monarchie, Inhaber war die Familie Reisser.

## Geschichte

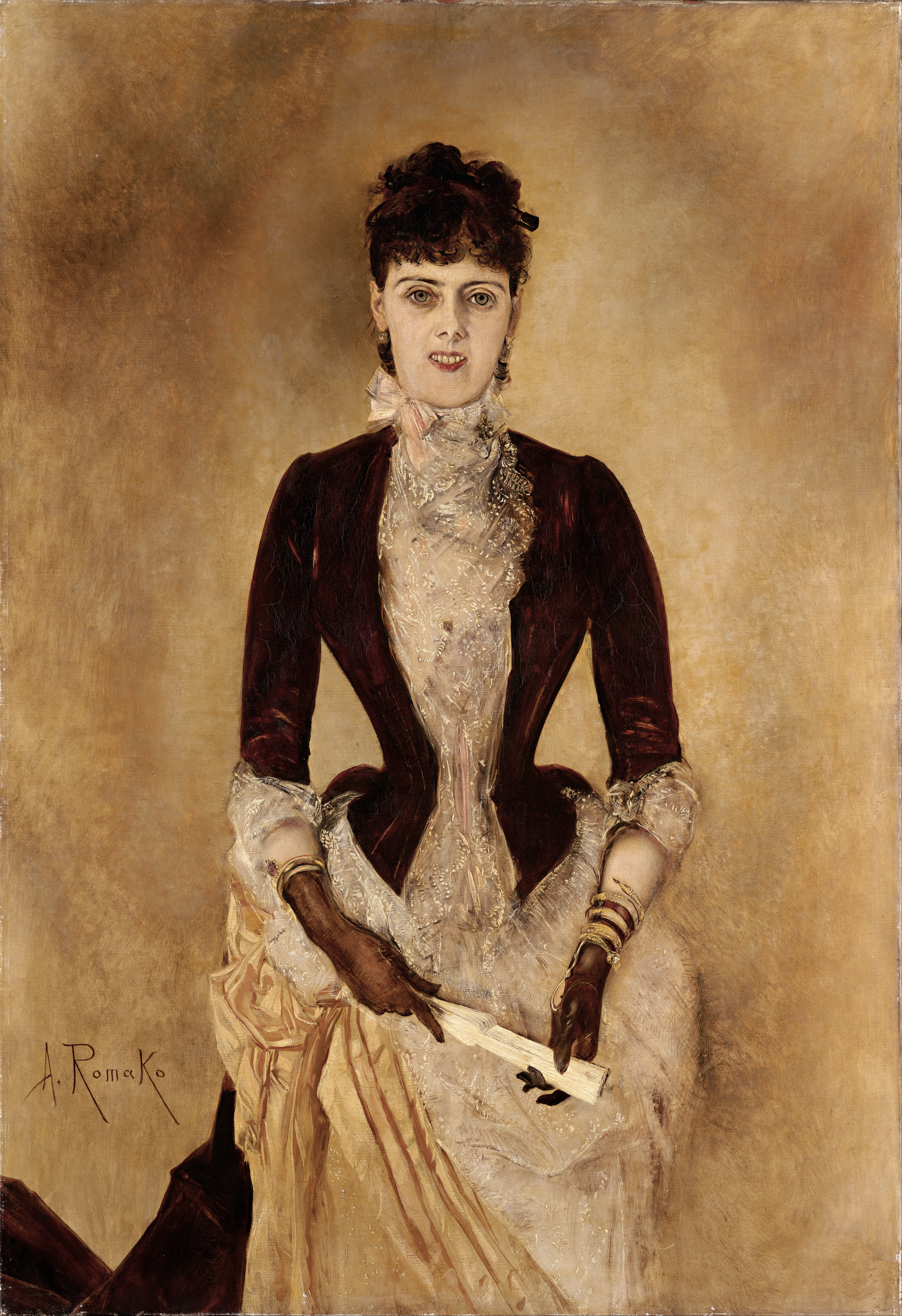
Isabella Reisser, die Witwe des Unternehmensgründers, wurde als Teilinhaberin von Christoph Reisser’s Söhne zur k.u.k. Hoflieferantin ernannt (Porträt von Anton Romako, 1885)

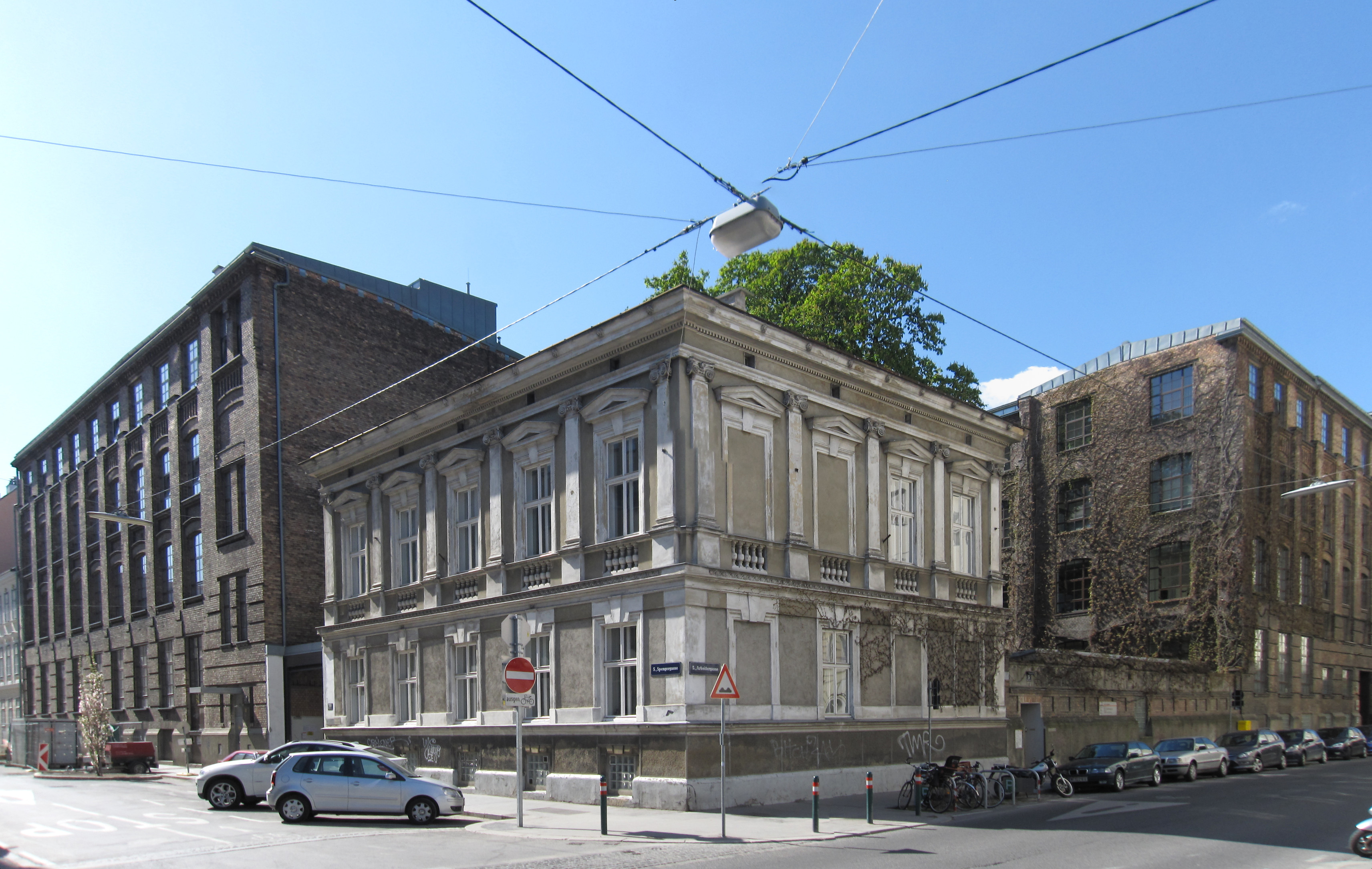
Ehemalige Zentrale von Christoph Reisser’s Söhne an der Arbeitergasse 1–7 in Margareten, im Jahre 1874 erbaut und in den Jahren 1903–1904 erweitert.

Gegründet wurde die Druckerei Reisser 1873 unmittelbar nach der Wiener Weltausstellung von Christoph Reisser (1836–1892), der sie gemeinsam mit seinem Geschäftspartner Max Werthner als „Chr. Reisser & M. Werthner“ leitete. Nach seinem Tod wurde sie zunächst durch die Witwe Isabella geb. Bauer (* 11. April 1843 in Wien; † 9. Juli 1931 in Baden) zusammen mit Max Werthner und Reissers Sohn Victor (1867–1944) weitergeführt. 1900 schied Max Werthner in gutem Einvernehmen aus und gründete eine eigene Buchdruckerei, für die er 1902 einen Neubau erstellte. Als Spezialität gab er Farbendrucke an. 1911 errichtete er die „Werthner, Schuster & Co. GmbH“, ein Jahr darauf erwarb er die Steindruckkonzession.
Der zweite Sohn Christoph Reisser d. J. (1873–1957) trat als Teilhaber statt Max Werthner ein. Adolf Reisser, ein dritter Sohn, arbeitete in der Maschinenfabrik Kaiser als Ingenieur. In der Druckerei der Neuen Freien Presse wurde ein von ihm entwickelter Bogenanlegeapparat verwendet.
Mit der Übernahme der Söhne firmierte das Unternehmen unter den neuen Namen „Christoph Reissers Söhne, vorm. Reisser & Werthner“. Das Unternehmen Reisser verfügte über eine Buch- und Steindruckerei, später auch Offsetdruck, beschäftigt waren zuerst über 200, später um 1914 über 350 Angestellte und Arbeiter. Victor Reisser war für die Kundenbetreuung sowie die Herstellung verantwortlich und arbeitete eng mit bekannten Graphikern für Typographie zusammen. Christoph jun. war für organisatorische und kaufmännische Aufgaben sowie für die maschinelle Ausstattung des Betriebes zuständig. 1904 zog das Unternehmen in die Arbeitergasse 1–7 in den 5. Wiener Bezirk, dessen Bau von Christoph Reisser jun. betrieben wurde.
1913 zog sich Anton Schroll, der Gründer des Kunstverlages Anton Schroll & Co., aus dem Geschäftsleben zurück, seine Firma ging zunächst zum Teil, 1931 ganz in die Hände der Familie Reisser über. Nach der Teilübernahme des Verlages Schroll brachte 1914 Christoph Reisser jun. den aus Leipzig stammenden Buchhändler Friedrich Mayer als Verlagsleiter ins Haus. Dies erwies sich als geschickter Zug, unter Mayer’s Leitung brachte die Druckerei mehrere Kunsteditionen hervor. Im gleichen Jahr wurden die Inhaber Christoph jun., Victor, Oskar und deren Mutter Isabella Reisser zu k.u.k. Hoflieferanten ernannt.
Die Familie Reisser waren Gesellschafter der Verlags- und Sortimentsbuchhandlung „Ludwig Wilhelm Seidel & Sohn“ am Graben. L. W. Seidel & Sohn wurde 1848 gegründet und gehörte laut der Beurteilung der Handels- und Gewerbekammer „zu den ältesten und angesehensten Buch-, Verlags- und Sortimentgeschäften“. Der Gesellschafter der L. W. Seidel & Sohn war Heinrich Tachauer, der seinerseits zum Hoflieferanten ernannt wurde. Auch die Verlagsbuchhandlung L. W. Seidel & Sohn wurde angegliedert. In den letzten Jahren des Ersten Weltkrieges trat die Firma Reisser der Druckerei- und Verlagshaus Carl Fromme GmbH als Gesellschafter bei, übernahm später alle Anteile und fusionierte schließlich den Betrieb mit dem eigenen.
Die Hauptarbeitsgebiete der Firma Reisser waren der Druck von wissenschaftlichen und belletristischen Werken, Lehrbüchern, Jugendschriften, Festschriften, Katalogen, Zeitschriften, Buch- und Wandkalender sowie Werken bibliophilen Charakters. Man stellte auch viele Drucksorten für Verkehrsunternehmen und für den aufkommenden Tourismus her. Die Chefs der Firma Reisser unterhielten auch ein enges Verhältnis zu vielen zeitgenössischen Künstlern, vor allem zu jenen des Hagenbundes, deren Plakate fast ausschließlich aus den Pressen Reissers kamen.
Der Erste Weltkrieg traf das Unternehmen zwar schwer, es konnte sich dennoch weiter behaupten. Während des Ersten Weltkrieges druckte das Unternehmen unter anderem patriotische Plakate, zum Beispiel von Rudolf Geyer, die die Bevölkerung für Metallspenden für das Heer aufriefen. Ab 1915 entwarfen Künstler wie Victor Slama Plakate.
Der Seniorchef Victor Reisser war von 1918 bis 1930 Präsident des Verbandes der Buchdruckereibesitzer und 1930 bis 1938 des Hauptverbandes. Nach seinem Tod wurde sein Bruder Christoph Reisser jun. der Seniorchef, sein Sohn Friedrich Reisser sowie der von 1924 bis 1962 als Druckereileiter fungierende Hans Reisser vertraten in dieser Zeit die Kommanditgesellschaft Christoph Reisser’s Söhne. Dr. Heinrich Reisser, der Neffe von Christoph Reisser jun., starb kurz nach dem Zweiten Weltkrieg. Christoph Reissers Sohn Friedrich übernahm die Geschäfte. Das Unternehmen wurde später von Friedrich Geyer übernommen. Friedrich Reissers Sohn Dietrich arbeitete später mit Friedrich Geyer zusammen bis zu seinem Ausscheiden aus dem Unternehmen im Jahre 1980.
1962 wurde das Unternehmen in eine Aktiengesellschaft umgewandelt. Das Unternehmen Reisser zählte, was Qualität der Ausführung anlangte, stets zu den erstrangigen Druckereien Österreichs. Die Sanierung wurde nach dem Eintritt des Verlegers und Druckers Friedrich Geyer sen., der seit 1972 Vorstandsmitglied war, innerhalb weniger Jahre durchgeführt. Im Sinne des Strukturverbesserungsgesetzes schlossen sich 1975 die Unternehmen Christoph Reissers Söhne, AG NG. KG, die Agens-Werk Geyer + Co. und die Heinrich Boog & Co. zur Firma Agens-Werke Geyer + Reisser in einer Kommanditgesellschaft zusammen.
Das Agens-Werk Geyer + Reisser gab weiterhin Kunsteditionen heraus und wurde von Friedrich Geyer jun. geführt. Geschäftsführerin ist seit 1986 Alexandra Maria Vosta-Geyer, das Agens-Werk Geyer + Reisser ist in der Buchbinderei, in der Papierverarbeitung und im Papiergroßhandel tätig.